# Избори за Скупштину Црне Горе 1998.
Избори за посланике у Скупштину Републике Црне Горе 1998. су одржани 31. маја 1998.
Изборе је победила коалиција „Да живимо боље“ а за премијера је потврђен Филип Вујановић.
| Изборна листа | Гласови | %     | Мандати |
| --- | ------- | ----- | ------- |
| Да живимо боље — Мило Ђукановић - Демократска партија социјалиста Црне Горе - Народна странка - Социјалдемократска партија Црне Горе | 170.080 | 48,87 | 42      |
| Социјалистичка народна партија Црне Горе — др Момир Булатовић                                                                        | 123.957 | 35,62 | 29      |
| Либерални савез Црне Горе | 21.612  | 6,21  | 5       |
| Српска народна странка — др Божидар Бојовић                                                                                          | 6.606   | 1,98  | 0       |
| Демократски савез у Црној Гори | 5.425   | 1,56  | 1       |
| Српска радикална странка др Војислав Шешељ                                                                                           | 4.060   | 1,17  | 0       |
| Демократска унија Албанаца | 3.529   | 1,01  | 1       |
| Остали | 8.081   | 2,33  | 0       |